# 덤덤탄

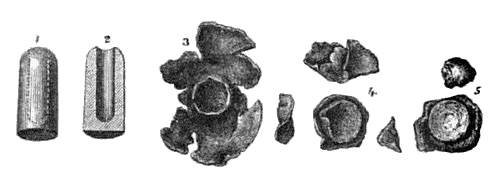
1870년의 덤덤탄 그림. 발사 전 모습 (1, 2). 동물 사냥 후 수거한 모습 (3, 4, 5).

덤덤탄(영어: dumdum bullet)은 일종의 중공탄이다.
영국령 식민지, 지금의 인도 캘커타 지방에서 처음 만들어졌다.
할로우 포인트와 비슷하게 탄두 앞 부분에 십자의 흡집이 나있다. 이렇게 만들면 탄두가 인체에 닿을 때 탄두의 팽창성 때문에 탄두가 찌그러지고, 깨진다. 탄두가 깨져서 생긴 파편은 몸의 신체 조직들을 심하게 손상 시킨다.
과도의 잔인성과 유통성 때문에 사용이 금지된 탄이다.